# Mayerhöfen (Gemeinde Zwettl-Niederösterreich)
Mayerhöfen ist eine Ortschaft in Niederösterreich und eine Katastralgemeinde der Stadtgemeinde Zwettl-Niederösterreich. Am 1. Jänner 2024 hatte die Ortschaft 30 Einwohner auf einer Fläche von 149,29 ha.

## Lage
Mayerhöfen liegt in einer Entfernung von etwa 11 Kilometern Luftlinie nördlich des Stadtzentrums von Zwettl an der Zwettler Straße (B 36) zwischen Kleinotten und Niederglobnitz. Der Ort ist durch Postbusse mit dem österreichischen Überlandbusnetz verbunden.
Die Katastralgemeinde grenzt im Norden an die Katastralgemeinde Niederglobnitz, östlich an Gerweis (Marktgemeinde Echsenbach), im Süden an Kleinotten und westlich an Ottenschlag.

## Erstnennung und Namensdeutung
Mayerhöfen wurde 1291 als  Mairhouen zum ersten Mal urkundlich erwähnt. Der Name bedeutet „Meierhof“, also „Hof, den der Gutsverwalter des Grundherrn zur Benutzung hat“.